# Reductasa
Una reductasa és un enzim que catalitza una reacció de reducció.

## Exemples
- 5-alfa reductasa
- Dihidrofolat reductasa
- HMG-CoA reductasa
- Methemoglobina reductasa
- Ribonucleòtid reductasa
- Tioredoxina reductasa
- E. coli nitroreductasa
- Metilenetetrahidrofolata reductasa